# Trattato di Guadalupe Hidalgo

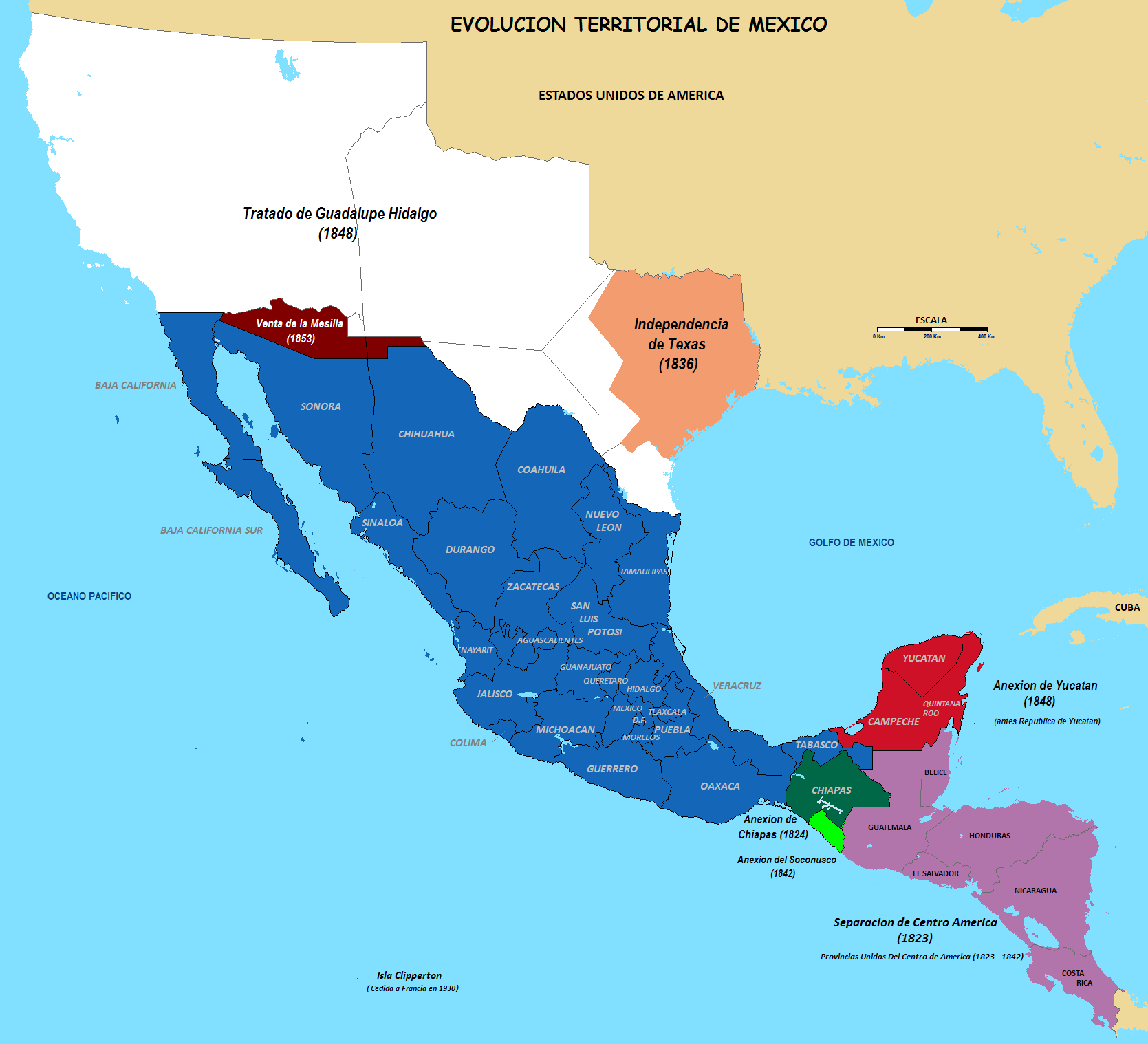
Territorio ceduto dal Messico agli Stati Uniti a seguito del trattato (in bianco)

Il trattato di Guadalupe Hidalgo fu un trattato di pace che pose termine alla guerra messico-statunitense, combattuta dal 1846 al 1848.

## Storia
Il trattato stabilì che il Messico avrebbe ceduto agli Stati Uniti 1,36 milioni di km² in cambio di 15 milioni di dollari. Gli Stati Uniti accettarono anche di accollarsi il debito di 3,25 milioni di dollari che il Messico aveva nei confronti dei cittadini appena diventati statunitensi. La cessione riguardò parte di quelli che oggi sono gli Stati del Colorado, Arizona, Nuovo Messico e Wyoming, oltre che la parte meridionale di California, Nevada e Utah.
La parte rimanente relativa alla zona meridionale dell'Arizona (Tucson) e ad una piccola parte del Nuovo Messico sud-occidentale a ovest di El Paso, sarebbe stata ceduta in seguito, nel 1853, con l'acquisto Gadsden. Il cambiamento del corso del fiume Rio Grande causò più tardi una disputa sui confini delle terre acquistate e quelli dello Stato del Texas.
Il trattato fu firmato da Nicholas Trist per gli Stati Uniti e Luis G. Cuevas, Bernardo Couto e Miguel Atristain come plenipotenziari, in rappresentanza del Messico, il 2 febbraio 1848 sull'altare maggiore della vecchia Cattedrale di Guadalupe a Villa Hidalgo (oggi Gustavo A. Madero), leggermente a nord di Città del Messico.

## Ratifica e modifiche al trattato originale
Esso venne ratificato dal Senato degli Stati Uniti il 10 marzo 1848 e dal governo messicano il 19 maggio dello stesso anno; le ratifiche dei due paesi furono scambiate il 30 maggio 1848, nella città di Santiago de Querétaro. Tuttavia, la versione del trattato ratificata dal Senato degli Stati Uniti eliminava l'articolo 10, in cui si affermava che il governo degli Stati Uniti avrebbe onorato e garantito tutte le concessioni di terra, comprese nei territori ceduti agli Stati Uniti, che erano state elargite a cittadini di Spagna e Messico dai rispettivi governi.
L'articolo 8 garantiva la cittadinanza statunitense ai messicani che fossero rimasti più di un anno nelle terre cedute: secondo la lettera di questo articolo questi avrebbero potuto scegliere di diventare statunitensi a tutti gli effetti o avrebbero potuto liberamente optare per il mantenimento della cittadinanza messicana; questo articolo fu però molto indebolito dall'articolo 9, come riscritto dal Senato degli Stati Uniti in sede di ratifica, in cui si affermava che il tempo per l'acquisizione della cittadinanza statunitense sarebbe stato deciso dal Congresso degli Stati Uniti.